# Постріл

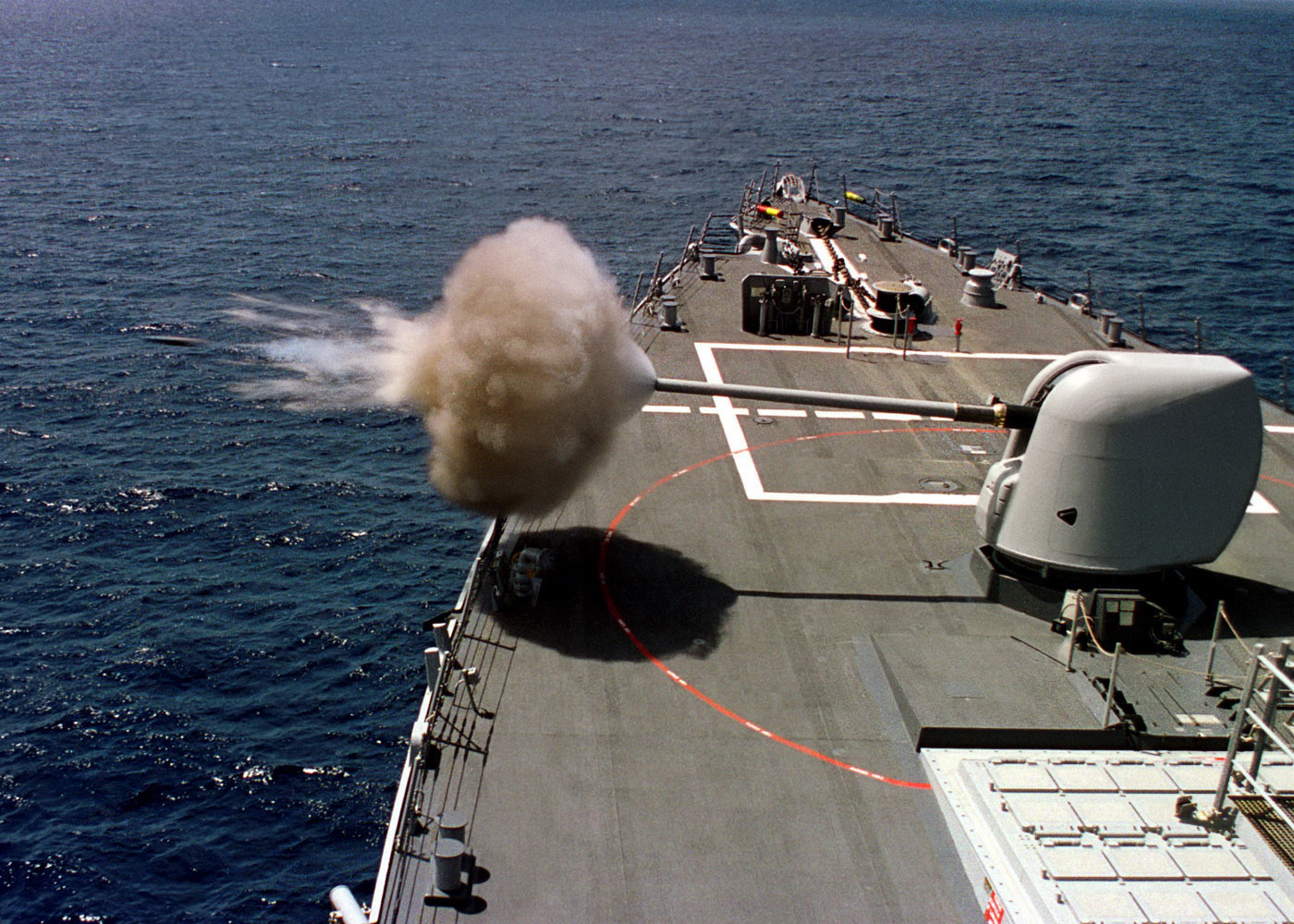
Постріл

По́стріл, рідко ви́стріл — викидання кулі чи снаряду з каналу ствола під дією порохових газів, що утворюються при згорянні порохового заряду. Постріл відбувається за дуже малий проміжок часу (0,001—0,06 с).
Від удару бойка по капсулю патрона виникає полум'я, від якого загоряється пороховий заряд; при цьому утворюється велика кількість нагрітих газів, які збільшуючись у об'ємі і створюють великий тиск, що діє в усі боки з однаковою силою. Під тиском газів 250—500 кгс/см² куля зсувається з місця, врізається у нарізи і набуває обертального руху. Порох продовжує горіти, відповідно кількість газів збільшується. Найбільшого значення (2 880 кгс/см²) тиск газів досягає тоді, коли куля пройде 4—6 см шляху. Потім внаслідок збільшення швидкості руху кулі об'єм закульного простору збільшується швидше, ніж приплив нових газів, і тиск починає падати.